# Reineta
Reineta é uma variedade de maçã de origem francesa, com uma forma arredondada e achatada. Possui uma epiderme rugosa de coloração acastanhada clara. A polpa é creme clara, pouco sumarenta, muito ácida e consistente. É uma maçã de epiderme castanha-avermelhada e rugosa. A maçã reineta é muito usada em cozinhados, assada e em doces. É também usada em saladas, depois de removida a casca.
O nome provém do francês reinette (rainhazinha).[carece de fontes?]

## Variedades em Portugal
Em Portugal, as mais vulgares são as de Alcobaça. As de Fontanelas, em Sintra, são das mais apreciadas, apesar de a sua produção ser limitada. É colhida habitualmente na primeira quinzena de setembro.[carece de fontes?]
- Maçã Reineta Parda
- Reineta de Fontanelas

## Festival da Maçã Reineta
Todos os anos decorre o Festival da Maçã Reineta em Fontanelas no pavilhão da União Recreativa e Desportiva de Fontanelas e Gouveia (URDFG). Reúne mais de duas dezenas de agricultores e produtores e fabricantes artesanais de doces, compotas, licores e outros artigos gastronómicos feitos à base de maçã reineta. Realiza-se um concurso de pratos e doçaria feitos à base de maçã reineta, bancas de artesanato diverso e um programa diário de animação cultural, com a atuação de bandas filarmónicas da região.